# جولي بنز
جولي بنز (بالإنجليزية:Julie M. Benz) ، من مواليد 1 مايو 1972م، ممثلة أمريكية، شاركت في البرامج التلفزيونية الشهيرة أمثال :بافي قاتلة مصاصي الدماء و أنجل وفيلم ساو الجزء الخامس ومسلسل ديكستر .

## وصلات خارجية
- جولي بنز على موقع IMDb (الإنجليزية)
- جولي بنز على موقع روتن توميتوز (الإنجليزية)
- جولي بنز على موقع ألو سيني (الفرنسية)
- جولي بنز على موقع تيرنر كلاسيك موفيز (الإنجليزية)
- جولي بنز على موقع أول موفي (الإنجليزية)
- جولي بنز على موقع قاعدة بيانات الأفلام السويدية (السويدية)
- جولي بنز على موقع إن إن دي بي (الإنجليزية)
- جولي بنز على موقع قاعدة بيانات الفيلم (الإنجليزية)
- جولي بنز على موقع كينوبويسك (الروسية)
- جولي بنز  على فيسبوك.